# 护城乡 (华容县)
护城乡，位于湖南省岳阳市华容县南部，华容河西岸。因全乡南、西、北三面环绕县城而得名。乡人民政府驻华容县麻里泗。
护城乡属湖区淤积地，除乡境北部为白鼎山山岗地外，地势低洼，易受洪涝灾害。近年来亦发生过几次较大疫情，1993年螺旋钩体病暴发，1999年8月发生耕牛5号病，2005年发生禽流感，2006年发生高致病牲猪综合症病，但均得到了有效控制。

## 沿革
- 1949年，属华容县四区
- 1956年，称护城乡
- 1958年，成立护城公社
- 1984年，恢复护城乡建制

## 行政区划
护城乡辖1个社区、17个行政村。
- 麻里泗工矿区社区
- 城南村、益丰村、治湖村、白鼎村、万圣村、华光村、普圣堂村、李家桥村、新华村、新沟村、五星村、横堤村、兴南村、蔡兴村、朱家村、三河村、津湖村
- 田家湖渔场、农科、石山矶电排站